# Xenia (recueil)
Pour les articles homonymes, voir Xenia.
 (février 2024).
Si vous disposez d'ouvrages ou d'articles de référence ou si vous connaissez des sites web de qualité traitant du thème abordé ici, merci de compléter l'article en donnant les références utiles à sa vérifiabilité et en les liant à la section « Notes et références ».
Xenia est un recueil de poèmes d'Eugenio Montale paru en 1966.
Dans les dernières années, Montale approfondit sa philosophie et devient moins réservé, comme s’il craignait de  ne plus avoir assez de temps « pour tout dire », c’est le Montale de la parole continue des derniers quinze ans de sa vie. Avec Xenia (1966) commence un recueil de poésies dédiées à sa femme défunte, Drusilla Tanzi, amoureusement surnommée « Mosca » (mouche) pour les verres épais de ses lunettes. Le titre rappelle le XIIIe livre de Martial, mais aussi les xenia qui, dans la Grèce antique, étaient les dons faits aux hôtes, et qui maintenant seraient donc les offrandes à son épouse.